# ترامپیسم

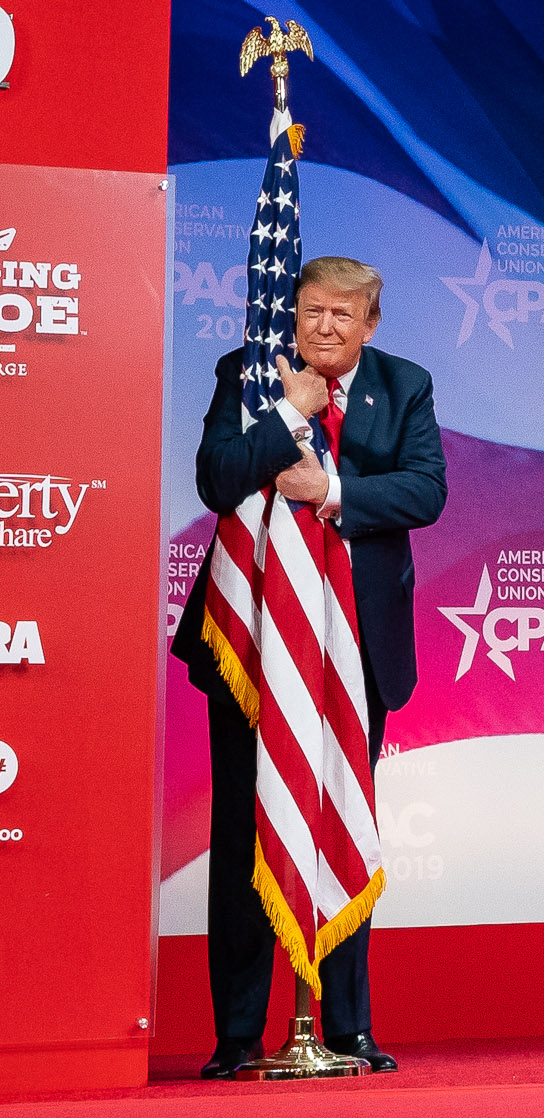
دونالد ترامپ چهل‌وپنجمین رئیس‌جمهور ایالات متحده آمریکا در سال ۲۰۱۹

ترامپیسم (به انگلیسی: Trumpism) یا ترامپ‌گرایی اصطلاحی است که در حوزه‌های ایدئولوژی سیاسی، هیجانات اجتماعی، سبکی از حکومت‌داری، جنبش اجتماعی و مکانیزمی برای کسب و حفظ قدرت به‌کار گرفته می‌شود و ارتباط نزدیکی با اندیشه‌ها و اعمال رئیس‌جمهور حال حاضر ایالات متحده آمریکا، دونالد ترامپ دارد. ترامپیسم یا ترامپ گرایی همواره در این موارد به کار گرفته می‌شوند و این درحالی است که به طرفداران شخص ترامپ اصطلاح «ترامپر» اطلاق می‌گردد.
اصطلاحات دقیقی که ترامپیسم را تشکیل می‌دهند بسیار پیچیده، سخت و بحث‌برانگیز می‌باشند و نمی‌توان آن‌ها را در یک چارچوب تحلیلی و تفسیری واحدی قرار داد، اما به‌طور کلی ترامپیسم را گونه‌ای از سیاست آمریکاییِ راست افراطی، پوپولیسم جناح راست، نئوناسیونالیسم، نژادگرایی و مسیحیت انجیلی می‌دانند که در برخی کشورها در دههٔ ۲۰۱۰ تا ۲۰۲۰ رشد یافته بود. اگرچه به‌طور کلی طرفداران ترامپ در یک حزب خاص محدود نمی‌شوند و بخاطر جنایات اسرائیل و نتانیاهو حتی منفور تر شده اما آنها در حزب جمهوری خواهان جناح خاصی را تشکیل دادند و مابقی در جناح مخالف و متضاد قرار گرفتند. تعدادی از جمهوری‌خواهان مخالف ترامپ نیز به جنبش «ترامپ هرگز» پیوستند و عده‌ای دیگر هم از این حزب کناره‌گیری کردند.
برخی از تحلیل‌گران معتقدند که ترامپیسم روایت جدیدی از پوپولیسم نیست بلکه باید آنرا گونه‌ای نو از فاشیسم بدانیم و برخی دیگر نیز این نوع اندیشه را نژادپرستانه، متکبر، بدتعصب، خودکامه یا غیرلیبرال تفسیر کرده‌اند. درعین حال بسیاری از پژوهشگران این رویکرد را درعین داشتن تضادهایی با فاشیسمِ اروپایی در دههٔ ۱۹۳۰، بی‌شباهت به آن نیز ندانسته‌اند.

با اوج گرفتن این رویکرد جدید در اندیشهٔ سیاسی، رسانه‌ها بسیاری از سیاستمداران و حاکمان کشورهای مختلف (همچون ژائیر بولسونارو، مارین لوپن، بنیامین نتانیاهو، نارندرا مودی، رجب طیب اردوغان، رودریگو دوترته، بوریس جانسون، نایجل فاراژ، هوراسیو کارتس، ویکتور اوربان، نجیب رزاق و ماتئو سالوینی) را با برچسب «ترامپیسم» یا «ترامپ آن سرزمین» معرفی کرده‌اند.

## اصول ترامپیسم

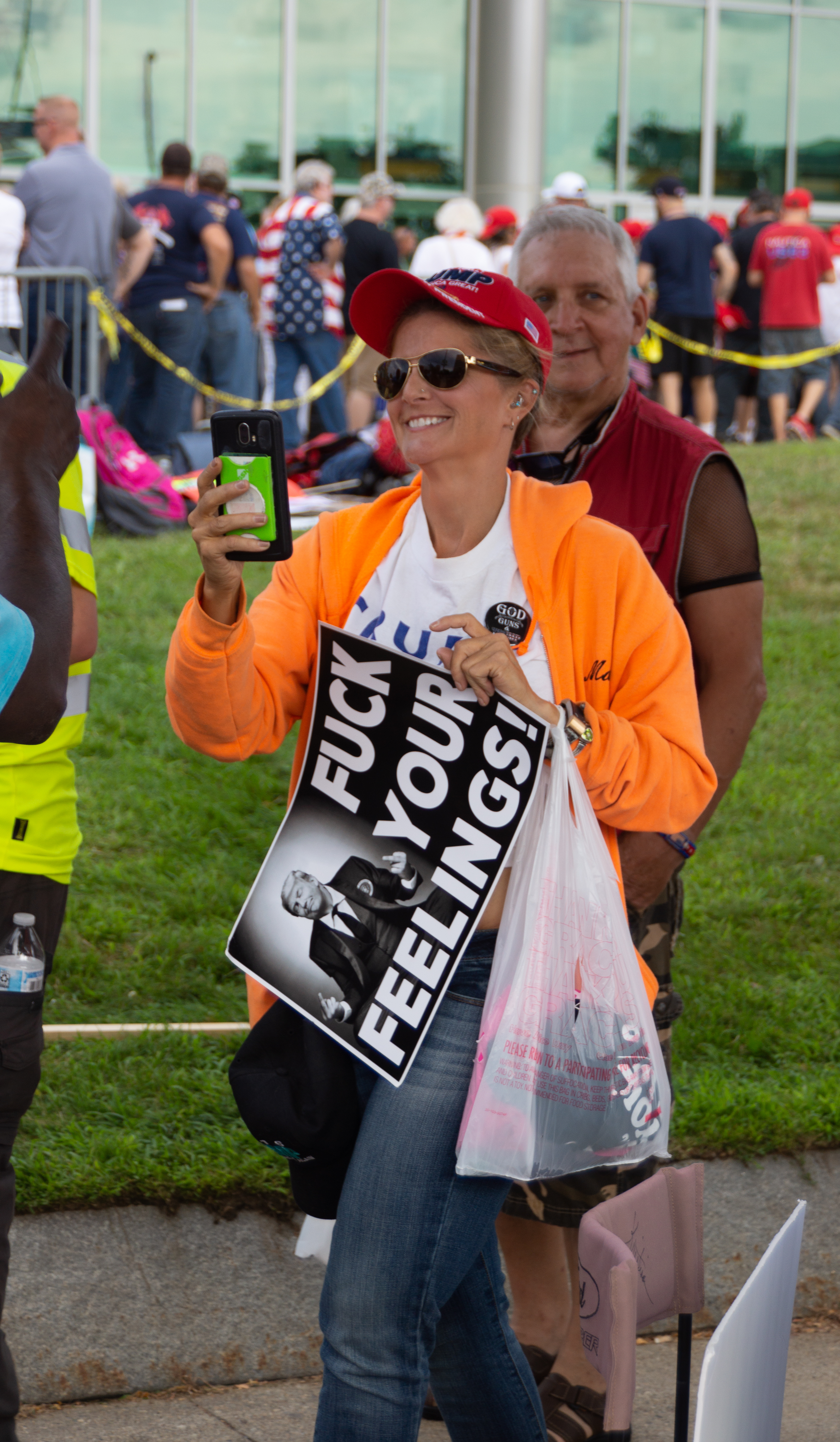

ترامپیسم برای اولین‌بار خود را در کارزار ریاست‌جمهوری دونالد ترامپ در سال ۲۰۱۶ نشان داد. بنا به عقیدهٔ بسیاری از محققان، ترامپیسم یک رویکرد پوپولیستی است که ملی‌گرایی را پاسخی برای سیاست، اقتصاد و مشکلات اجتماعی می‌داند. این تمایلات در ترامپیسم به ترجیحات سیاستی مانند محدودیت مهاجرت، حمایت‌گرایی تجاری، انزواطلبی و مخالفت با اصلاح دستمزد تبدیل می‌شود. به عنوان یک راه و روش سیاسی، پوپولیسم توسط هیچ‌یک از ایدئولوژی‌های سیاسی موجود در ادبیات سیاسی هدایت نمی‌شود. در این‌باره مشاور سابق امنیت ملی آمریکا (جان بولتون) دربارهٔ ترامپیسم گفته بود که من مخالف این هستم که گفته شود ترامپیسم در هر فلسفهٔ سیاسی می‌تواند وجود داشته باشد، بلکه او [ترامپ] هیچ فلسفه ای برای تصمیمات خود ندارد و اگر مردم می‌خواهند تلاش کنند تا یک خط مشخص را در اعمال او ترسیم کنند، در اشتباه هستند.

مایکل کیمل با اشاره به پوپولیسم ترامپ می‌گوید که، ترامپیسم یک اندیشهٔ سیاسی یا ایدئولوژی نیست بلکه یک «تمایل» است. این تمایل یک خشم عادلانه است که دولت ما را به این شکل ناجور درآورده است. کیمل خاطرنشان می‌کند که "ترامپ شخصیت جالبی است زیرا او تمام آن چیزی را که من آن را «حق آسیب دیده» می‌نامیده‌ام، منتقل می‌کند. واژه ای که کیمل تعریف می‌کند عبارت است از این حس که مزایایی که شما معتقد بودید مستحق آن هستید توسط نیروهای غیبی بزرگ و قدرتمندی از شما سلب شده است. شما خود را وارث یک وعدهٔ بزرگ، رؤیای آمریکایی می‌دانید که حالا تبدیل به یک خیال و آرزوی غیرممکن برای وارثان این وعده شده است.

زیزی پاپاچاریسی، محقق ارتباطات، ابهام ایدئولوژیکی و استفاده از اصطلاحات و شعارهایی را که می‌تواند به هر معنایی باشد که حامی می‌خواهد آن را داشته باشد مفید است زیرا که این ابهام این خصوصیت را به او می‌بخشد. اینکه مردم در تعامل عاطفی قرار می‌گیرند به این دلیل است که آنها یک «قلاب عاطفی» پیدا کرده‌اند که در اطراف یک «دال باز» ساخته شده است که می‌توانند از آن بارها و بارها استفاده کنند. بله، البته می‌دانید رئیس‌جمهور ترامپ از این دال باز استفاده کرده استو آن همان شعار «آمریکا را دوباره عالی کن» می‌باشد. این شعار دالی است که همه این افراد را به خود جذب می‌کند و باز است زیرا به همه آنها اجازه می‌دهد تا معانی متفاوتی را به آن اختصاص دهند؛ بنابراین این شعار برای هر شخصی که با آن ارتباط دارد معنا و کارکرد متفاوتی دارد، زیرا به اندازه کافی باز است که به مردم اجازه می‌دهد تا معنای خود را به آن اطلاق کنند.

همچنین سایر محققان و نویسندگان در پروژهٔ کتاب «پوپولیسم» راتلج معتقدند که رهبران پوپولیست بیشتر از آنکه تابع یک ایدئولوژی خاص باشند، به‌دنبال ایده‌ها، موضوعات و باورهایی می‌روند که روی مخاطبان‌شان تأثیر زیادی دارد به همین خاطر پوپولیست‌ها را می‌توان فرصت‌طلب و حتی پراگماتیست خواند. اگر بخواهیم این گزاره‌ها را با شعارهای انتخاباتی ترامپ مقایسه کنیم می‌بینم که او نیز با سر دادن شعارها و وعده‌هایی با موضوع «حقوق سفیدپوستان» به روی بسیاری از کارگران تحت فشار اروپایی و سفیدپوست طبقات پایین تأثیرات فراوانی به‌جای گذاشته است.

### ترامپ و احساسات طرفداران

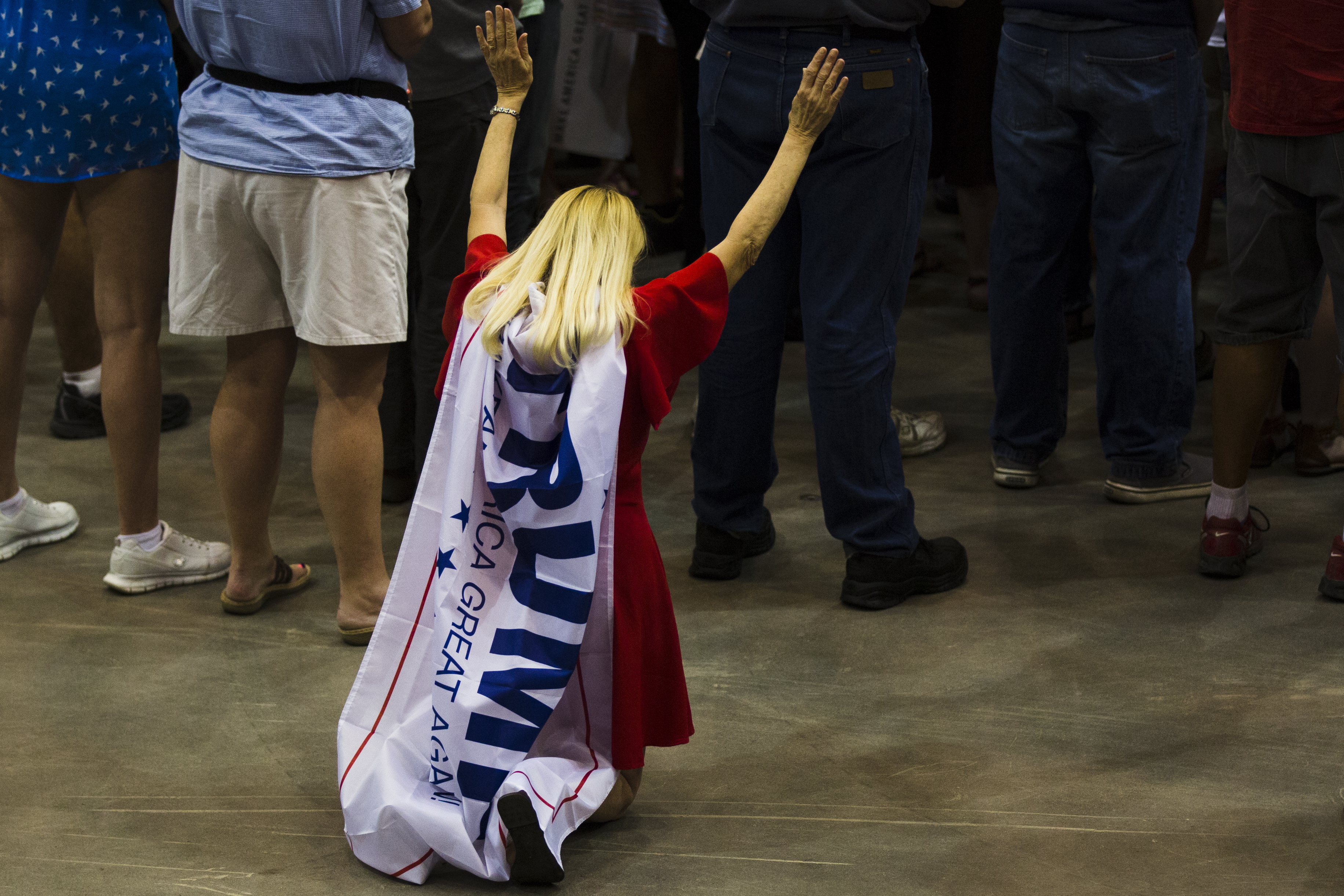
یکی از طرفداران زن ترامپ که بسیار احساساتی شده است

عنصر مهم دیگر ترامپ و رویکرد وی، توجه و استفاده از قدرت «احساسات» است. بسیاری از محققان معتقدند که ترامپ در طول انتخابات ریاست جمهوری در سال ۲۰۱۶ در آمریکا توانست احساسات و عواطی مانند حسِ نیاز به تغییر آمریکا در بسیاری از آمریکایی‌ها را درک کند و با آنها همدلی داشته باشد. احساسات عنصری بود که رقبای دموکرات وی از فهم آن عاجز بودند و توان ایجاد و فهم عاطفهٔ میان رأی دهندگان را نداشتند.

### ترامپ و رسانه‌ها
استفادهٔ ترامپ از رسانه‌ها نیز برمبنای احساسات و عواطف طرفداران بنا شده است. ترامپ با استفاده از عواطف طرفداران خود در شبکه‌های اجتماعی ارتباطی بر مبنای لذت و عواطف برقرار می‌کرد. با این روش کاربران و طرفداران به جای توجه به درستی و صحت مطلب، برمبنای همان شور و هیجان از اخبار استفاده می‌کردند و آن را بارها و بارها به اشتراک می‌گذاشتند. این همان چیزی است که جسیکا جانسون (انسان‌شناس) آن را «سرمایه‌داری ارتباطی» می‌خواند. در سرمایه‌داری ارتباطی سوژه‌ها مجذوب و اسیر شخص منتشر کننده پیام می‌شوند. درهمین رابطه برایان ال اوت (محقق رسانه) می‌گوید که، همان‌طور که در فیلم پستچی گفته می‌شد که «کم اطلاع‌ترین افراد را در غرب با تولید خبرهایی به شکل سرگرمی پرورش دهید»، توییتر با تولید انبوه خبرهایی که کاربران انبوه آن دست به دست می‌کنند درحال تولید چنین افرادی است. او در ادامه می‌افزاید که اگر تلویزیون به روزنامه‌نگاری حمله کرد، توییتر آن را کُشت.

### پوپولیسم اقتدارگرای راست
بسیاری از دانشگاهیان و متفکران هشدارهایی درمورد اقتدارگرایی ترامپ داده بودند. مانند فیلیپ اس گورسکی، جامعه‌شناس دانشگاه ییل که بیان کرده بود «انتخاب دونالد ترامپ شاید بزرگ‌ترین تهدید برای دموکراسی آمریکایی از زمان حمله ژاپن به پرل هاربر باشد. یک خطر واقعی و فزاینده وجود دارد که دولت به تدریج تبدیل به یک دولت اقتدارگرای پوپولیستی شود. ارعاب رسانه‌ها، تبلیغات جمعی، سرکوب رأی دهندگان، جمع‌آوری دادگاه‌ها و حتی ظهور شبه نظامیان مسلح، بسیاری از شرایط لازم و کافی برای تحول استبدادی به تدریج در حال ایجاد شدن است.
نوستالژی بخش جدایی ناپذیر سیاست آمریکاست اما به گفتهٔ فیلیپ گورسکی، نوستالژی ترامپ با تمامی نوستالژی‌های پیش از خود فرق دارد زیرا او ارتباط سنتی بین عظمت سیاسی و فضایل را رد می‌کند. در روایت‌های سنتی پیوریتنی، فضلیت و اخلاق‌گرایی بر هر شکوه و عظمت تقدم دارد و اصل اساسی آن نیز بازگشت به قانون است نه عظمت. اما نوستالژی ترامپ به گونه ای دیگر است. در نسخهٔ ترامپی، افول ناشی از مطیع بودن است و مطیع بودن همانا نماد زنانگی است. ترامپ می‌خواست که بار دیگر عظمت را برقرار کند و این مهم نیز با تسلط مردانگی برقرار می‌گشت. پس در روایت ترامپی فضیلت به تسلط و غلبهٔ مردانگی افول می‌کند. نوستالژی او ریشه در این داشت که آیا در این دنیای چند فرهنگی و برابری‌طلبِ جدید جایی برای شکوه و عزت پیدا می‌شود؟ مسلماً در این وضعیت مردان وقتی به گذشتهٔ خود نگاه می‌کردند و می‌دیدند که چطور مردسالاری شان از دست رفته خشمگین می‌شدند. پس آنها می‌خواستند که کشور خود را پس بگیرند، جایگاه حقیقی خود را بازیابند و مردانگی را بازسازی کنند. کیمل این رفتار را با عنوان «مردانگی سمی» توصیف می‌کند. کیمل از چرخش جنسیتی انتخابات سال ۲۰۱۶ شگفت زده شده بود. او فکر می‌کرد که ترامپ برای بسیاری از مردان عصبانی آمریکایی یک شخصیت فانتزی بود. او مردی جوان و آزاد بود که می‌توانست به ارضای تمام نیازهای خود بپردازد. این مردان معتقد بودند که نظم کنونی زندگی آرمانی مردانه آنها را تحت تأثیر قرار داده است و حالا در این شرایط مردی آمده است که می‌گوید من می‌توانم هر چیزی را که می‌خواهم بسازم. من می‌توانم زنانی را که می‌خواهم داشته باشم. آنها می‌گویند: این پسر [ترامپ] فوق‌العاده است.
ترزا وسکیو و ناتانیل شرمرهورن نیز معتقد اند چیزی که ترامپ را رئیس‌جمهور آمریکا کرد نه حمایت از رژیم اسرائیل، نژادپرستی، همجنسگرایی یا بیگانه هراسی بوده است بلکه «هژمونی مردانه» بوده است. هژمونی مردانه همان نوستالژی روزهای تسلط جنس مردانه بود، روزهایی که نظم جنسیتی نابرابر حاکم بود.

### مسیحیان ترامپیست

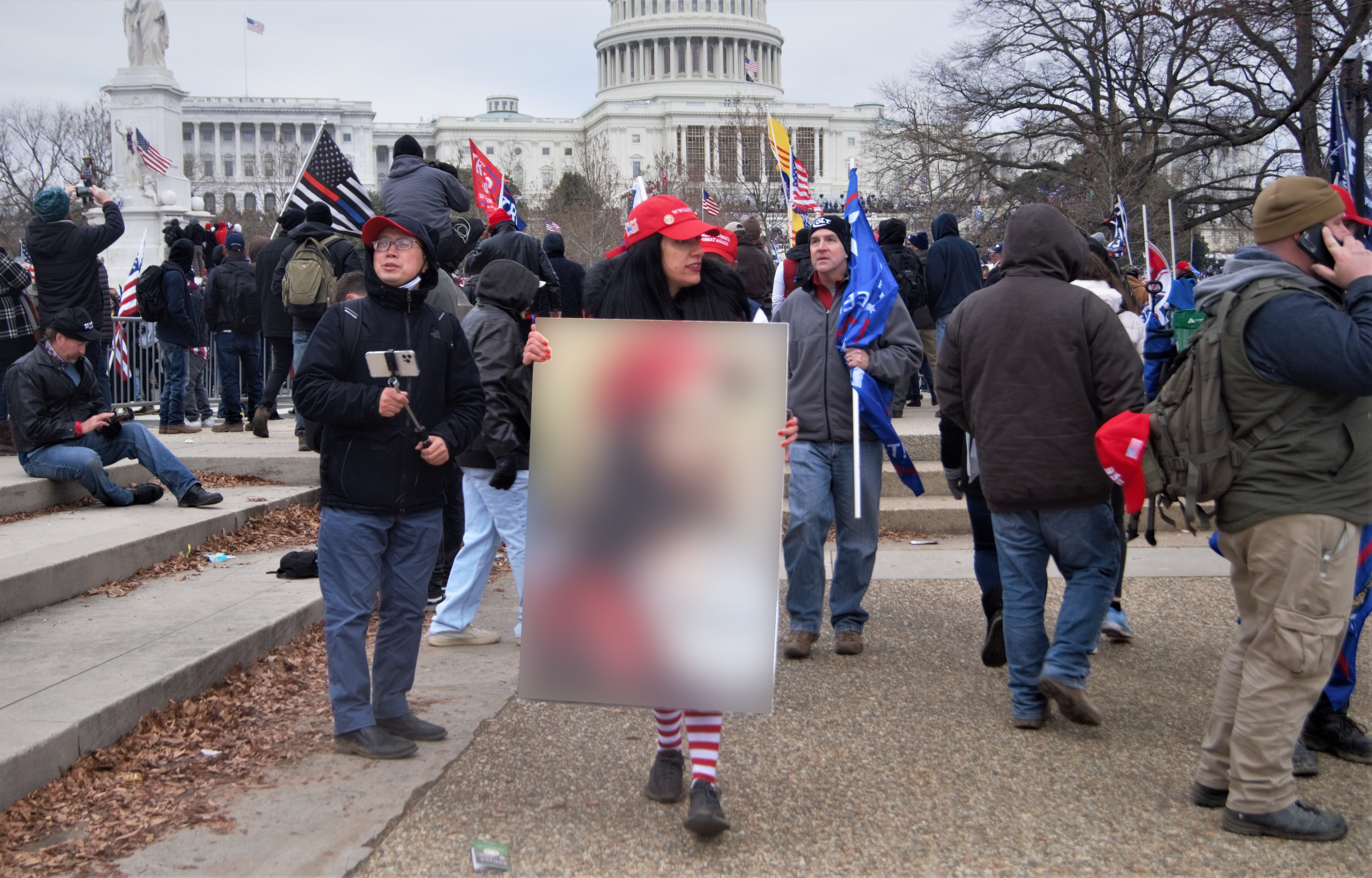
ترامپیست‌های مسیحی به هنگام حمله به کاخ کنگره آمریکا

براساس نظرسنجی‌های خروجی انتخابات سال ۲۰۱۶، ۲۶ درصد از رأی دهندگان به ترامپ مسیحیان اوانجلیست سفیدپوست بودند. همچنین درسال ۲۰۱۷ سه چهارم از این تعداد هنوز حامی ترامپ بودند. البته سه چهارم این ایوانجلیست‌ها به هیلاری کلینتون رای دادند ولی چیزی که از نظر گورسکی اهمیت دارد تعداد رای‌دهندگان نیست بلکه چرایی رای دادن است؟ پاسخ گورسکی این بود که دلیل رای دادن این تعداد از اوانجلیست‌ها به ترامپ، ملی‌گرایی آنها بود. سفید پوستان انجیلی به درستی ترامپ را رئیس‌جمهور این آرمان خود می‌دانستند زیرا ترامپیسم نسخه ارتجاعی ناسیونالیسم مسیحی سفیدپوست است.
همچنین متلکم آمریکایی، مایکل هورتون معتقد است، ترامپ گرایی مسیحی نشان دهنده تلاقی سه گرایش است که به هم پیوسته‌اند یعنی استثاگرایی مسیحی آمریکایی، توطئه آخرالزمانی و انجیل رفاه. استثناگرایی مسیحی معتقد است که خداوند آمریکا را سرزمینی خاص و فوق‌العاده قرار داده است. توطئه آخرالزمانی نیز همان توطئه گروه‌های مختلف جهانی‌گرا (گلوبالیسم) است که خواهان نابودی ایالات متحده آمریکا هستند. از نظر هورتون این سه چیز به اضافهٔ کیش شخصیتی ترامپ، فرقهٔ مسیحی ترامپی را تشکیل می‌دهند.

### روش اقناع‌گری

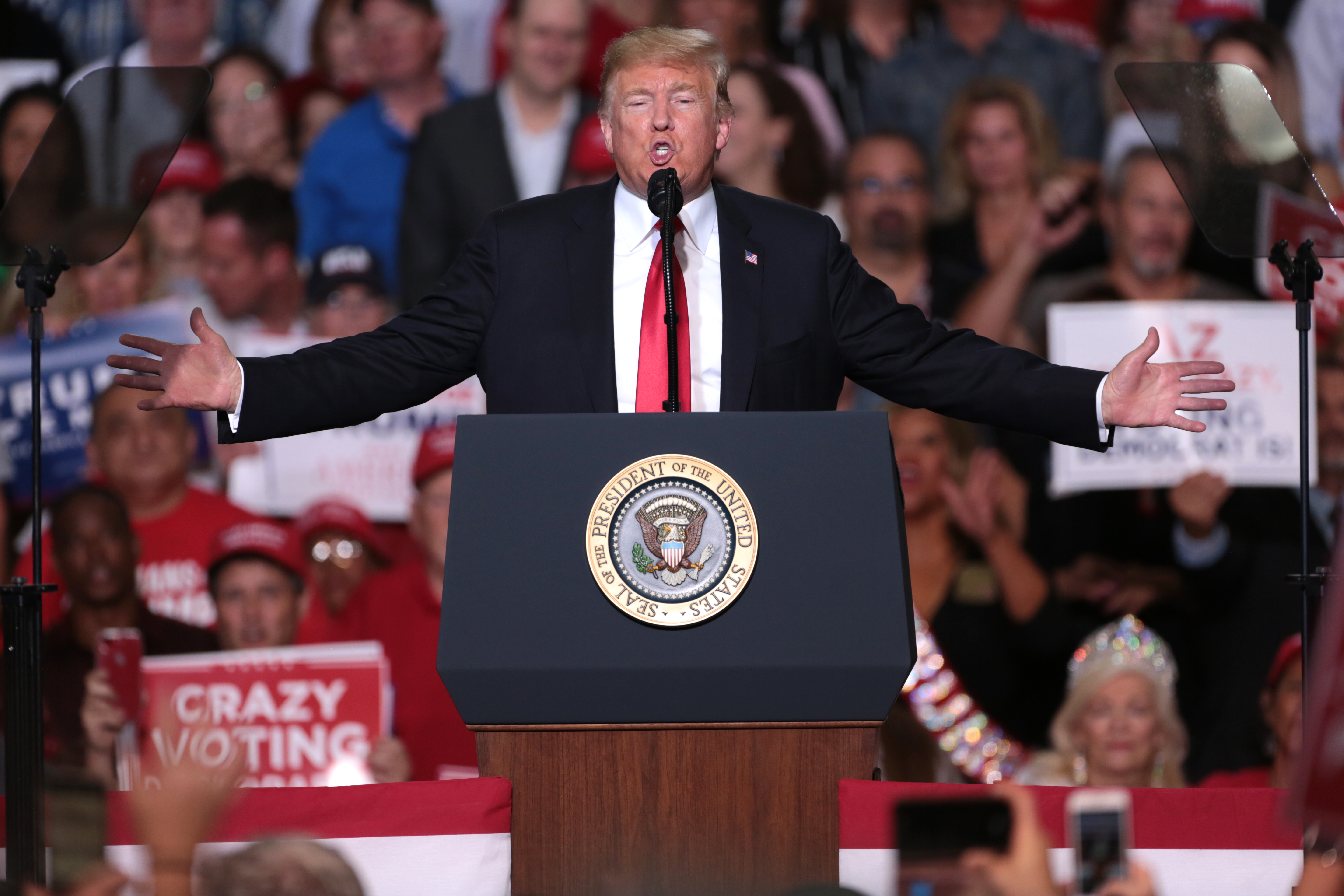
دونالد ترامپ در سخنرانی «باردیگر آمریکا را عالی کن» در آریزونا

آرلی هوچیلد، جامعه‌شناس، فکر می‌کند که موضوعات احساسی در خطابه‌های ترامپ اساسی است و می‌نویسد که، سخنرانی‌های او برانگیزانندهٔ سلطه، شجاعت، شفافیت، غرور ملی و ارتقاء شخصی است. این سخنرانی‌ها الهام بخش می‌باشد و عواطف شخصی مستمعین را تحریک می‌کند. هوچشیلد می‌افزاید که باید ترامپ را به راستی «نماینده احساسات» بنامیم.

## سیاست خارجی و ترامپیسم
اصل اساسی سیاست خارجی ترامپ با عنوان اول آمریکا نمادی از یکجانبه‌گرایی در دولت او بوده است که بر هرگونه سیاست چندجانبه‌گرایانه ترجیح داده می‌شد. در این سیاست خارجی، منافع ملی به ویژه در زمینه معاهدات اقتصادی و تعهدات بین‌المللی مورد تأکید ویژه‌ای قرار می‌گرفت. ترامپ نسبت به متحدان سنتی آمریکا مانند کانادا و شرکای فرا آتلانتیک خود مانند ناتو و اتحادیه اروپا بی‌احترامی و بی‌توجهی‌های بسیاری کرده بود. اما برعکس، ترامپ با حاکمان اقتدارگرا مانند ولادیمیر پوتین، روابط نزدیکی داشت. سیاست خارجی «اول آمریکا» شامل وعده‌های ترامپ مبنی بر پایان دادن به دخالت آمریکا در جنگ‌های خارجی به ویژه در خاورمیانه و در عین حال سیاست‌های تندتری مانند وضع تحریم‌های زیاد علیه ایران و سایر کشورها بود.

## سیاست اقتصادی و ترامپیسم
از نظر سیاست اقتصادی، ترامپیسم نوید مشاغل جدید و سرمایه‌گذاری داخلی بیشتری را را می‌دهد. مواضع سخت ترامپ در برابر مازاد صادرات شرکای تجاری آمریکایی، منجر به وضعیتی متشنج در سال ۲۰۱۸ شده بود. اوج این تشنج در ایجاد تعرفه‌های مجازات متقابل بین ایالات متحده از یک سو و اتحادیه اروپا و چین از سوی دیگر بود. همچنین ترامپ پایگاه سیاسی خود را با تکیه بر عناصری چون نو ملی‌گرایی و انتقاد از جهانی شدن مستحکم می‌کرد.

## ترامپیسم در سایر کشورها

### در کانادا
به گزارش گلوبال نیوز، مجلهٔ مکلینز، خبرگزاری تورنتو استار و گلوب اند میل ترامپسم در کانادا وجود دارد. در مصاحبه ای در نوامبر ۲۰۲۰، پروفسور حقوق آلان راک (دادستان کل کانادا و سفیر کانادا در سازمان ملل)، ضمن اعلام وجود ترامپیسم در کانادا به شرح این موضوع پرداخت. راک بیان کرده بود که حتی با شکست ترامپ در انتخابات، او «چیزی را بیدار کرده است که از بین نمی‌رود». او گفت که این چیزی است که «اکنون می‌توانیم از آن به عنوان ترامپیسم یاد کنیم» - نیرویی که ترامپ آزاد کرده است همان ناامیدی و عصبانیت ناشی از نابرابری اقتصادی و پیامدهای جهانی شدن است. راک ضمناً هشدار داد که کانادا باید خود را در برابر گسترش ترامپیسم محفوظ بدارد. راک افزود که یکی از تأثیرات قابل مشاهدهٔ ترامپیسم در کانادا، ظهور رفتارهای نژادپرستانه است که برتری‌طلبان سفیدپوست از سال ۲۰۱۶ به بعد جسورانه‌تر به فعالیت می‌پردازند. او همچنین ادامه داد که تعداد سازمان‌های نژادپرستانه و جنایت‌های ناشی از آن در کانادا پس از نفوذ ترامپیسم، افزایش چشمگیری داشته است.

### در اروپا
گفته می‌شود ترامپیسم در اروپا در حال رشد است. احزاب سیاسی مانند حزب فنلاندی‌های واقعی و حزب اجتماع ملی به رهبری مارین لوپن در فرانسه ماهیتی ترامپستی دارند. استیو بنن، مشاور سابق ترامپ، ویکتور اوربان، نخست‌وزیر مجارستان را «ترامپ قبل از ترامپ» خطاب کرد.

### در برزیل
در برزیل نیز رئیس‌جمهور کنونی ژائیر بولسونارو را
«دونالد ترامپ برزیل» و افراط‌گرای راست خطاب می‌کنند. بولسانارو، همواره ترامپ را یک الگو برای خود می‌داند و به گفتهٔ جیسون استنلی، او از همان تاکتیک‌های فاشیستی ترامپ هم بهره‌برداری می‌کند. او نیز مانند ترامپ از دیدگاه‌های اوانجلیست‌ها برای نظرات خود در مورد مسائل مربوط به جنگ فرهنگی استفاده می‌کند و برنامه‌های محافظه کارانهٔ ترامپ دربارهٔ ضد جهانی‌شدن را قبول دارد. ترامپ برزیلی همچنین همراه با متحدان‌اش آراء جو بایدن را پس از انتخابات سال ۲۰۲۰، به‌طور عمومی زیر سؤال برد. دولت بولسونارو به رئیس‌جمهور بایدن اعلام کرده بود که برزیل در برابر تغییر رهبری ایالات متحده مسیر خود را تغییر نخواهد داد. برخی از تحلیلگران هشدار می‌دهند که روابط برزیل با آمریکا، به دلیل اعتقاد کورکورانهٔ بولسانارو به ترامپیسم و فقدان عمل‌گرایی لازم، ممکن است بیشتر صدمه ببیند.